# Ныса-Клодзка
Ны́са-Кло́дзка (пол. Nysa Kłodzka) — река, протекающая по территории юго-западной Польши, один из левых притоков Одры. Длина — 195 километров. Площадь водосборного бассейна — 4565 км².
Ныса-Клодзка берёт своё начало близ Йодлова в Судетах, в приграничье с Чехией. Высота истока — 1006 м над уровнем моря. Она протекает через города воеводства Нижняя Силезия в северном направлении — Мендзылесе, Быстшица-Клодзка, Клодзко, затем поворачивает на восток. Здесь на Нысе-Клодзкой лежат города Пачкув, Отмухув, Ниса, Левин-Бжеский, Скорогощ. Близ посёлка Рыбна, юго-восточнее города Бжег, эта река впадает в Одру. Высота устья — 139 м над уровнем моря.
На Нысе-Клодзкой находятся два водохранилища — Отмуховске (пол. Otmuchowskie) и Ныске (пол. Nyskie). Отмуховске, площадью в 20 км², было создано в 1926—1932 годах. Ныске, площадью в 22 км², появилось в 1971 году. При этом затоплению подвергся ряд прибрежных посёлков (Глебинов, Медники и др.).
Иммеется приток — река Стенава.